# Das Mädchen von gestern Nacht
Das Mädchen von gestern Nacht ist eine Filmkomödie aus dem Jahr 1938. Regie führte Peter Paul Brauer, der auch die Herstellungsleitung übernahm. In den Hauptrollen spielten Gusti Huber und Willy Fritsch, die führenden Nebenrollen verkörperten Rudolf Platte und Ingeborg von Kusserow.

## Handlung
Lord Stanley Stalton ist ein pflichtbewusster Attaché im Diplomatencorps des Auswärtigen Amts in London, der seinen Beruf dem privaten Vergnügen vor- und dadurch den Spott seiner Kollegen auf sich zieht. Lady Darnmore, eine angesehene Gastgeberin vornehmer Salons und ihrerseits mit dem Vorgesetzten Staltons, Lord Radley, verbandelt, lädt Stalton zu einer ihrer Veranstaltungen ein, um ihn dort mit Evelyn, der einzigen Tochter des Bankiers Barrow, zu verkuppeln. Stalton, von Lord Radley mit einem umfangreichen Arbeitsprojekt zum amerikanischen Unternehmer Jack Miller betraut, sagt jedoch kurzfristig ab, woraufhin ihm Lady Darnmore eine Logenkarte für die Oper zukommen lässt. Die zweite Logenkarte erhält Evelyn, die von ihrer Mutter in der Hoffnung, dort mit Stalton nähere Bekanntschaft schließen und eine gute Partie machen zu können, unter diversen Verhaltensregeln in die Oper geschickt wird.
Ab jetzt entspinnt sich eine Verwechslungskomödie.
Auf dem Weg nach Hause trifft Lord Stanley Stalton zufällig seinen alten Schulfreund Stanley Chestnut, der nach einem Bewerbungsgespräch bei Bankier Barrow gerade aus dessen Bankhaus geworfen wird. Mit einem Trick luchst Chestnut ihm die Opernkarte ab und trifft Evelyn in der Loge, die ihn aufgrund seines Vornamens für Lord Stanley Stalton hält. Beide sind sich auf Anhieb sympathisch und verbringen auch den Rest des Abends miteinander in einem Weinlokal, obwohl Stanley Chestnut mit Erschrecken zur Kenntnis nehmen muss, dass Evelyn offenbar die Tochter des Mannes ist, der ihn am Nachmittag gerade des Hauses verwiesen hat.
Zur selben Zeit erstattet Bankier Barrow Anzeige bei der Polizei, nachdem ihm seine Hausangestellte den vermeintlichen Diebstahl einer Perlenkette aus Evelyns Zimmer mitgeteilt hat. Scotland Yard nimmt sofort die Suche nach dem Dieb auf und verfolgt in tiefster Nacht unter anderem eine junge Frau, die sich spontan durch eine offen stehende Terrassentür in das Schlafzimmer und Bett eines jungen, dort schlafenden Mannes rettet – Lord Stanley Stalton. Sie kann den sie verfolgenden Kommissar täuschen und gibt sich als Gattin Staltons aus. Stalton, vom Lärm geweckt und durch ihre Anwesenheit überrumpelt, zeigt sich jedoch bald angetan von der jungen Frau. Auch diese beiden sind sich sofort sympathisch, aber die Frau verlässt, nachdem Stalton ihr noch ihre Perlenkette umgelegt hat, dennoch schnell sein Haus.
Als Stalton am nächsten Morgen an seinem Arbeitsplatz erscheint, erwartet ihn die Abmahnung seines Vorgesetzten. Die Verfolgung eines Diebespaars und die Tatsache, dass Lord Stanley Stalton und seine vermeintliche Gattin dadurch im Schlaf gestört wurden, sind an die Presse gelangt. Weil jeder in London weiß, dass Stalton gar nicht verheiratet ist, scheint der Ruf des diplomatischen Corps beschmutzt.
Diese Schlagzeilen liest auch das Bankiersehepaar Barrow und geht davon aus, dass Evelyn in der mit „Stanley“ verbrachten Nacht ihre Unschuld verloren hat. Er soll hierfür die Konsequenzen tragen und Evelyn heiraten. Als zufällig Stanley Chestnut anruft, wird er in der Annahme, er sei Stalton, zum Abendessen bei Barrows eingeladen.
Unterdessen entpuppt sich die Juwelendiebin als Jean Miller, Tochter des amerikanischen Unternehmers, deren nächtlicher Ausflug lediglich dem Wunsch geschuldet war, einmal von zuhause auszurücken und etwas Aufregendes zu erleben. Ein auf sie angesetzter Privatdetektiv bringt sie nach Hause zurück. Gemeinsam mit ihrem Vater besucht sie am nächsten Tag einen Empfang von Lady Darnmore, bei dem sich auch Lord Stalton aufhält. Stalton seinerseits ist verblüfft und hält den Finanzmogul mit seiner Tochter für das gesuchte Diebespaar. Er umgarnt Jean und stiehlt ihr heimlich die Perlenkette, um sie Evelyn Barrow zurückzubringen. Als er bei Barrows eintrifft, wird er bereits erwartet, nachdem der ursprünglich und irrtümlich eingeladene Stanley Chesnut erneut des Hauses verwiesen worden ist, ohne sich vorher erklären zu können. Als Stalton zu Evelyn vorgelassen wird, klärt sich die Verwechslung der beiden Stanleys auf, jedoch bittet ihn Evelyn, nichts den Eltern zu verraten, da sie Stanley Chestnut liebt, aber weiß, wie sehr ihr Vater diesen verachtet. Auch die Perlenkette stellt sich als nicht gestohlen, sondern verlegt heraus. Zurück im Auswärtigen Amt erfährt Stalton die wahre Identität von Jean Miller und beschließt, ihr die Perlenkette ins Hotel zurückzubringen. Dort erklärt er ihr seine Zuneigung, wird jedoch zunächst abgewiesen.
Auf einem weiteren Empfang Lady Darnmores sind alle Protagonisten zu Gast. Evelyn Barrow und Lord Stalton wahren den Schein, ohne zu wissen, dass Evelyns Vater plant, ihre Verlobung bekannt zu geben. Als die ebenfalls anwesende Jean davon erfährt, gewinnt sie Stalton mit einem Trick zurück, und ihr Vater gibt daraufhin beider Verlobung bekannt. Bankier Barrow, der daraufhin die Verwechslung erkennt und davon ausgeht, dass seine Tochter ihre Unschuld an Stanley Chestnut verloren hat, willigt nunmehr in deren Vermählung ein. Es kommt zum Happy End für alle Beteiligten.

## Produktionsnotizen
Die Dreharbeiten zu Das Mädchen von gestern Nacht dauerten von Ende Januar 1938 bis Anfang April 1938 an und fanden überwiegend in den Ufa-Ateliers von Berlin-Tempelhof in der Oberlandstraße statt. Für die wenigen Außen- und Nachtaufnahmen fuhr das Filmteam ins Berliner Umland. Ferner wurden Archivaufnahmen aus dem Londoner Stadtbild verwendet, etwa von der Wachablösung vor dem Buckingham-Palast, ebenso wie für die Auftaktszene des Films, in der Hilde Hildebrand und Willy Fritsch in einem Londoner Taxi sitzen und im Hintergrund Bewegtbilder ablaufen. Die Aufnahme entstand jedoch vor einer Leinwand im Studio.
Unter Anwesenheit der Hauptdarsteller wurde der Film am 2. April 1938 im Dresdner Prinzeß-Theater uraufgeführt, passierte jedoch erst am 12. April 1938 die Zensur und erhielt das Prädikat „künstlerisch wertvoll“. Am Gründonnerstag, dem 14. April 1938 erfolgte die Berliner Premiere im Gloria-Palast, nachdem im Vorprogramm der Kulturfilm Mannesmann von Walter Ruttmann gezeigt worden war.
Regie-Assistent des Films war Boleslaw Barlog.

## Wissenswertes
In der Rolle eines Attaché-Anwärters nahm auch Curd Jürgens als Komparse an den Aufnahmen teil. Er erhielt dafür ein Honorar von 1.200 Reichsmark.

## Kritiken
„Und wir lachen zwei Stunden lang aus vollem Halse, obwohl die Komiker in diesem Film nur Episodenrollen haben“

„Die Zuschauer nahmen diesen Ufa-Film…mit herzlich-fröhlichem Beifall auf“

„Verwechslungs- und Liebeskomödie aus dem Diplomatenmilieu von London.“